# گوران پورپیچ
 گوران پورپیچ (انگلیسی: Goran Prpić؛ زاده ۴ مهٔ ۱۹۶۴) یک تنیس‌باز اهل کرواسی است.